# Nils Dacke
Nils Dacke (né vers 1510 et mort en 1543) est un suédois, chef de la révolte paysanne à Småland, dans le sud de la Suède, il est à l'origine de la Révolte de Nils Dacke ou guerre de Dacke (suédois : Dackefejden), qui luttait contre le roi Gustave Ier de Suède de la famille Vasa. Ce fut la guerre civile la plus importante et la plus grave de l'histoire de la Suède et qui a presque renversé le roi,. 
Le roi Gustav Vasa est arrivé au pouvoir à la tête d'une armée de paysans en 1523, il obtient l'indépendance de la Suède, précédemment sous contrôle du Danemark et fait du protestantisme la religion nationale. Småland se trouvait à la frontière entre la Suède et le Danemark et avait été durement frappé par l'interdiction du commerce transfrontalier imposé par Vasa. De plus, la manière lourde dont l'Église a été réformée et la charge fiscale croissante ont suscité beaucoup d'insatisfaction parmi les paysans pauvres. 
En 1536, Nils Dacke est jugé par un tribunal local pour avoir tué un shérif ; il est condamné à une amende de 10 bœufs. La Révolte de Nils Dacke commence à Södra Möre en juin 1542 avec l'assassinat d'autres shérifs et collecteurs d'impôts. Gustav Vasa a sous-estimé les prouesses militaires des paysans et a envoyé ses mercenaires allemands (Landsknecht ) pour réprimer la révolte. Les mercenaires ne sont toutefois pas préparés au combat dans les forêts accidentées et subissent de lourdes pertes. Dacke avait mis au point une tactique défensive permettant aux paysans d'utiliser leurs arbalètes en acier avec un effet dévastateur. Les succès de Dacke ont contribué à propager la révolte dans toutes les provinces du sud de la Suède. La situation est si grave que le roi est contraint de demander un cessez-le-feu, celui-ci d'une durée d'un an est signé le 8 novembre. Mais il n'est pas respecté par Dacke qui dirige de facto la plus grande partie du sud de la Suède et reçoit le soutien de l'électeur palatin Frederick II (1482-1556), gendre du roi Christian II de Danemark et d'Albrecht. VII, duc de Mecklembourg (1486-1547). Il rétablit les cérémonies de l'Église catholique romaine et rouvre le commerce transfrontalier dans les zones sous son contrôle. Avec le soutien du Danemark, Gustav Vasa organisa une invasion du Mecklembourg qui neutralise la menace allemande. 
À l'automne de 1542, le roi doit conclure une trêve avec Dacke. Le roi aussi rompt le cessez-le-feu en janvier 1543 et envoie une nouvelle armée plus nombreuse dans la région rebelle. Ses forces viennent d'Östergötland et de Västergötland. Une propagande royale essaye de gagner et retourner la population. Dacke devenu trop confiant après ses succès précédents, se confronte à l'armée royale suédoise lors d'une bataille rangée en mars. Les soldats royaux bien entraînés détruisent l'armée paysanne et Dacke est grièvement blessé. Après cette défaite, la rébellion est terminée et Dacke devint un hors-la-loi . 

## Mort

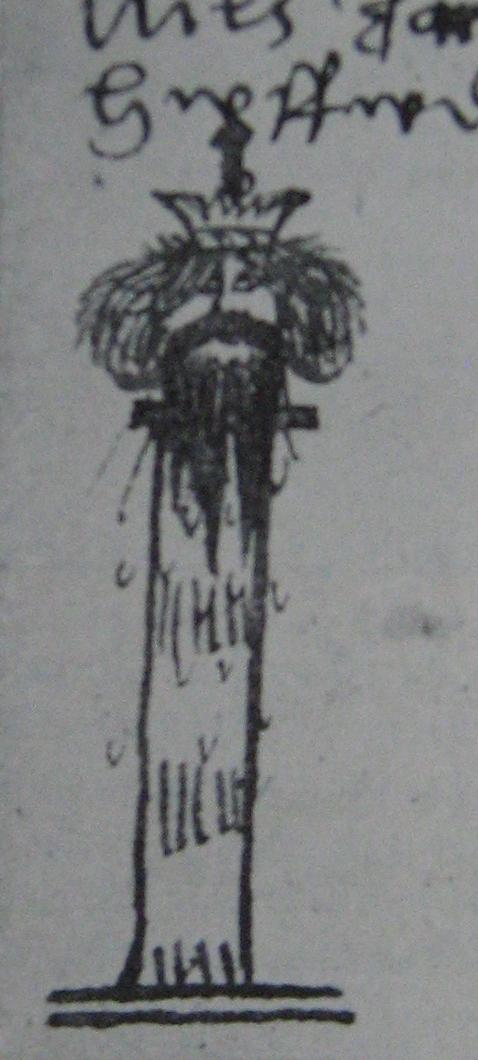
La tête coupée de Nils Dacke. Dessin de Joen Petri Klint, chroniqueur du XVIe siècle.

Dacke est abattu au cours de l'été 1543 dans les forêts qui entourent à l'époque la frontière sud-est entre la Suède et le Danemark (actuellement les provinces de Småland et de Blekinge, situées dans le sud de la Suède). Selon des sources contemporaines, il aurait été blessé aux deux jambes par des coups d'arbalètes de l'armée du roi lors de la bataille décisive quelques mois plus tôt. Ses forces sont mises en déroute, il tentait probablement de s'échapper des mercenaires du roi. Mais il ne fait aucun doute qu'il a bien été tué sur le coup. 
À titre posthume Dacke est écartelé, et ses membres sont exhibés au public dans les plus grandes communautés qui l'avaient soutenu pendant la rébellion. Gustav Vasa a ordonné l'annihilation de toute la famille de Dacke, mais il a fait preuve d'une certaine indulgence envers ceux qui s'étaient rendus d'eux-mêmes. La femme de Dacke, son beau-frère et d'autres parents sont exécutés. Son fils est conduit en prison à Stockholm où il est mort de faim ou de peste. Ainsi, l'unité du royaume est restaurée. 
Après cette guerre, le roi est devenu plus prudent dans ses rapports avec ses sujets. Le recours à des mercenaires étrangers dans l'armée est réduit au profit de soldats d'origine suédoise (dont beaucoup ont été recrutés à Småland), ce qui a jeté les bases des succès militaires de la Suède lors des guerres suivantes. 

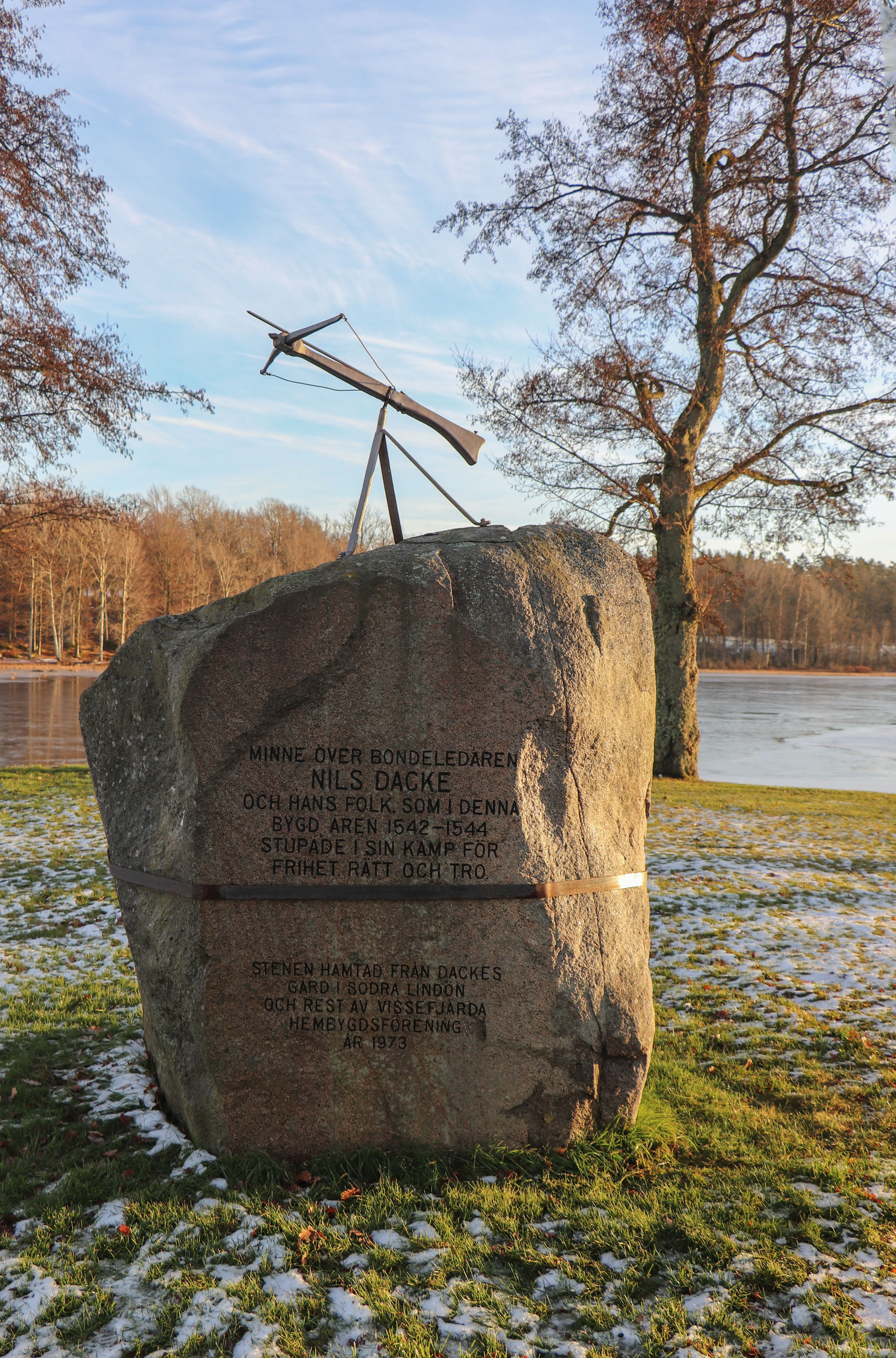
Mémorial de Nils Dacke à Vissefjärda

## Héritage
Aujourd'hui, Nils Dacke est perçu comme un héros de la liberté du Småland. Son nom est souvent lié à une période indépendante à Småland. Des statues à sa mémoire ont été érigées, dont une à Virserum, où la bataille finale aurait eu lieu en 1543. Le parti Nils Dacke (sv) ( Nils Dacke-partiet ) est un parti politique local situé dans le comté de Gnosjö . M / S Nils Dacke (sv) est un navire appartenant à TT-Line (sv) qui dessert la route Trelleborg - Świnoujście. En 1961, le réalisateur et scénariste suédois Bengt Lagerkvist (sv) a réalisé un film télévisé intitulé Dacke.
- Guerre de Dacke
- (7217) Dacke, astéroïde nommé en son honneur.
- Månsson, Fabian (1938): Gustaf Vasa et Nils Dacke: historisque de skildings avec bondeklassens sous le contrôle de la jeunesse (Stockholm: Tiden)

## Lecture connexe
- Moberg, Vilhelm (2005) Histoire du peuple suédois: Volume 1: De la préhistoire à la Renaissance (University of Minnesota)  (ISBN 978-0-816-64656-2)
- Larsson, Lars-Olof (1979) Dackeland (Stockholm: Norstedts förlag)  (ISBN 978-91-1-793312-8)